# Andras Szendey
Andras Szendey fue un deportista húngaro que compitió en remo. Ganó dos medallas en el Campeonato Europeo de Remo, plata en 1931 y bronce en 1933.

## Palmarés internacional
| Campeonato Europeo | Campeonato Europeo | Campeonato Europeo | Campeonato Europeo |
| Año                | Lugar              | Medalla            | Prueba             |
| ------------------ | ------------------ | ------------------ | ------------------ |
| 1931               | París (Francia)    | Medalla de plata   | Doble scull        |
| 1933               | Budapest (Hungría) | Medalla de bronce  | Doble scull        |